# Sofia Carolina de Brunsvique-Volfembutel
Sofia Carolina Maria de Brunsvique-Volfembutel (7 de outubro de 1737 - 22 de dezembro de 1817) foi a filha mais velha de Carlos I, Duque de Brunsvique-Volfembutel e de Filipina Carlota da Prússia. Foi marquesa de Brandemburgo-Bayreuth como esposa de Frederico de Brandemburgo-Bayreuth.

## Família
Sofia era a segunda filha e primeira menina do duque Carlos I, Duque de Brunsvique-Volfembutel e da princesa Filipina Carlota da Prússia. Entre os seus tios paternos estavam o duque Antônio Ulrico de Brunsvique-Volfembutel, pai do czar Ivan VI da Rússia, e a princesa Juliana Maria de Brunsvique-Volfembutel. Entre os seus tios maternos estavam o rei Frederico II da Prússia e a princesa Luísa Ulrica da Prússia, esposa do rei Adolfo Frederico da Suécia. Os seus avós paternos eram o duque Fernando Alberto II, Duque de Brunsvique-Volfembutel e a duquesa Antónia Amália de Brunsvique-Volfembutel. Os seus avós maternos eram o rei Frederico Guilherme I da Prússia e a princesa Sofia Doroteia de Hanôver.

## Jorge, príncipe de Gales
Em 1753, o rei Jorge II da Grã-Bretanha planeou casar o seu neto, o futuro rei Jorge III do Reino Unido, com Sofia Carolina. O objectivo da união seria melhorar as relações com a Prússia, visto que a duquesa era sobrinha do rei Frederico II e Jorge precisava da ajuda das tropas prussianas para contrapor a aliança militar entre a França e a Áustria que se tinha formado depois da Revolução Diplomática. A mãe do príncipe, a princesa Augusta de Saxe-Gota, opôs-se veemente a esta união e fez os possíveis para impedir os planos do rei, aumentando as tensões dentro da família real britânica. O próprio príncipe de Gales, influenciado pela mãe, era contra a ideia, declarando que se recusava a ser "wolfenbuttellezado". Augusta queria que o seu filho se casasse com a sua sobrinha Frederica, mas esta união também acabou por não acontecer. Pouco depois de se ter tornado rei em 1760, Jorge III casou-se com a duquesa Carlota de Mecklemburgo-Strelitz e foi muito feliz com ela.
Jorge e a recusa da sua mãe também reflectiam outra mudança nas politica estrangeira britânica: a relação com o Eleitorado de Hanôver. Jorge II e o seu pai Jorge I descendiam da Casa de Hanôver e, por isso, tinham uma ligação muito especial com o eleitorado. Sendo filha do duque de Brunswick-Wolfenbüttel, Sofia Carolina era parente da família real do estado vizinho de Hanôver e a boa relação entre estes dois estados era essencial para a sua segurança, principalmente quando a Guerra dos Sete Anos estava prestes a rebentar. O príncipe de Gales e a sua mãe não tinham a mesma ligação com Hanôver, o que influenciou a sua decisão de rejeitar um enlace com Sofia. Apesar do casamento nunca ter acontecido, o irmão de Sofia, o duque Carlos Guilherme Fernando, Duque de Brunsvique-Volfembutel, casou-se com a irmã de Jorge, a princesa Augusta, em 1764 e o filho de Jorge III, Jorge IV, viria a casar-se com a sua sobrinha, a duquesa Carolina de Brunsvique, continuando assim a ligação entre as duas casas.

## Casamento
No dia 20 de setembro de 1759, Sofia Carolina casou-se com o marquês Frederico de Brandemburgo-Bayreuth em Brunswick, onze meses depois da primeira esposa deste, a princesa Guilhermina da Prússia, ter morrido. Frederico era vinte e seis anos mais velho do que ela, bem como seu uncle-in-law, visto que a primeira esposa deste era sua tia e do casamento não nasceram filhos. Frederico tinha só uma filha do seu primeiro casamento que era apenas cinco anos mais nova do que Sofia Carolina. Frederico morreu menos de quatro anos depois do casamento e foi sucedido pelo seu tio paterno, o marquês Frederico Cristiano de Brandenburg-Bayreuth.
Sofia Carolina morreu no dia 22 de dezembro de 1817, sem nunca ter se casado novamente.